# 阿亚密哈
阿亚密哈（阿拉伯语：‎，Ayyám-i-Há），意即“哈的日子”。在巴哈伊历法中位于第18和19月之间，斋月之前的4~5天，（公历的平年为4天，闰年为5天），是巴哈伊曆中的闰日。在公历中是2月26日-3月1日。